# NGC 4636
NGC 4636 (również UGC 7878 lub PGC 42734) – galaktyka eliptyczna (E), znajdująca się w gwiazdozbiorze Panny. Odkrył ją William Herschel 23 lutego 1784 roku. Należy do Gromady w Pannie. Jest to galaktyka z aktywnym jądrem typu LINER.
W galaktyce tej zaobserwowano supernową SN 1939A.